# Argiope cameloides
Argiope cameloides — вид павуків-колопрядів з всесвітньо поширеного роду Argiope. Великі, яскраво забарвлені самиці більші в декілька разів за дрібних самців. Живиться великими комахами. Отрута слабка, для людини безпечні. Поширені у Східній Азії — в Південно-Східна провінціях Китаю: Хайнань, Гуандун, на Гуаньдзі.

## Опис
Самці дрібні, близько 2,5 мм у довжину тіла. Верхній бік головогрудей світлий, з поздовжньою темною смугою посередині. Нижня поверхня серцеподібна, бліда посередині й зеленувато-брунатна по краях. Хеліцери блідо забарвлені, з зеленуватим відтінком. Кігтик хеліцер брунатний по боках та з білою внутрішньою поверхнею. Верхня губа бліда та волохата. Ноги бліді або жовтуваті, з зеленуватим відтінком, укриті великими щетинками. Черевце овальне.